# Heliaeschna sembe
Heliaeschna sembe – gatunek ważki z rodziny żagnicowatych (Aeshnidae).